# De Witte (nom de famille)
Cette page présente le nom de famille De Witte ainsi que ses variantes.
De Witte, de Witte, de Witt, Dewitte, wite est un nom de famille. 

## Étymologie
Ce nom flamand signifie "le blanc".

## Diffusion
Il est entre autres porté à Bruges, Anvers et Bruxelles par diverses familles et personnalités. 

## Personnalités portant ce nom de famille
- Jean de Witte (évêque) de Cuba sous Charles Quint.  Il revient à Bruges.
- Pierre de Witte connu sous le nom de Peter Candid (1548-1628) : peintre actif en Toscane et en Bavière.
- Chevalier Robrecht Dewitte (Bruges, 1933-2009), fondateur du "Festival de musique ancienne de Bruges".
- Léon de Witte de Haelen, général-baron belge.

## Familles
- Famille de Witte (peintres anversois)
- Famille de Witte (Anvers)
- Famille de Witte (bourgmestre de Bruges)
- Famille de Witte (Bruxelles)
- Famille de Witte de Haelen.  Elle portait les mêmes armoiries que celles de l'évêque de Cuba Jean de Witte (dominicain) (voir ci-dessus)